# Verbascum abyadicum
Verbascum abyadicum är en flenörtsväxtart som beskrevs av Hemaid. Verbascum abyadicum ingår i släktet kungsljus, och familjen flenörtsväxter. Inga underarter finns listade i Catalogue of Life.